# 1,2,3-Trithian
1,2,3-Trithian ist eines der drei möglichen Trithiane; die anderen sind 1,3,5-Trithian und 1,2,4-Trithian. Es gibt Vermutungen, dass 1,2,3-Trithian natürlich in Mansoa alliacea (Syn.: Adenocalymma alliaceum) vorkommt. Die bisherigen Messwerte sind dazu aber nicht eindeutig.

## Gewinnung und Darstellung
Die erste Synthese von 1,2,3-Trithian wurde 1965 veröffentlicht und geht von einem doppelten Propyl-Bunte-Salz (Dinatrium-S,S-1,3-propandiyldisulfurothioat) aus. Dieses wird durch Natriumsulfid in mittels Salzsäure konstant bei {\displaystyle pH=8} gehaltener wässriger Lösung cyclisiert. Als Nebenprodukte entstehen Natriumsulfit, in Spuren kleinere und größere Ringe und ein Polymerengemisch, von welchem das Produkt durch Sublimation abgetrennt werden kann. Die Ausbeute ist dabei sehr niedrig und kann durch Hinzufügen von Formaldehyd zur Reaktionslösung verbessert werden.
Durch diverse Reagenzien kann auch aus 1,3-Propandithiol 1,2,3-Trithian gewonnen werden.

## Externe Links zu erwähnten Verbindungen
1. ↑  Externe Identifikatoren von bzw. Datenbank-Links zu 1,2,4-Trithian:  CAS-Nr.: 38617-72-0, PubChem: 14243801, ChemSpider: 13339344, Wikidata: Q27119771.
2. ↑  Externe Identifikatoren von bzw. Datenbank-Links zu Dinatrium-S,S-1,3-propandiyldisulfurothioat:  CAS-Nr.: 37914-69-5, PubChem: 134896795, ChemSpider: 74056747, Wikidata: Q131382221.